# Земляничное (Ленинградская область)
Земляничное (до 1948 года Мансиккала, фин. Mansikkala) — посёлок в Каменногорском городском поселении Выборгского района Ленинградской области.

## Название
Топоним Мансиккала в дословном переводе означает «Земляничное», но происходит от антропонима.
Зимой 1948 года деревне было присвоено наименование Земляничная, что формально представляло собой топонимическую кальку. Переименование в форме среднего рода было закреплено указом Президиума ВС РСФСР от 13 января 1949 года.

## История

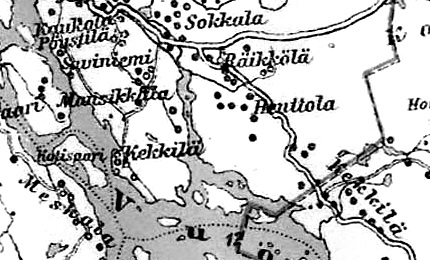
Деревня Мансиккала на финской карте 1923 года

До 1939 года деревня Мансиккала входила в состав волости Антреа Выборгской губернии Финляндской республики.
С 1 января 1940 года — в составе Карело-Финской ССР.
С 1 июля 1941 года по 31 мая 1944 года финская оккупация.
С 13 января 1949 года учитывается административными данными как деревня Земляничное. В ходе укрупнения хозяйства к деревне были присоединены соседние селения Пяйстиля, Каукола, Хяклиля.
С 1 декабря 1960 года — в составе Выборгского района.
По данным 1966, 1973 и 1990 годов посёлок Земляничное входил в состав Красносокольского сельсовета.
В 1997 году в посёлке Земляничное Красносокольской волости проживали 2 человека, в 2002 году — проживал 1 человек (русский).
В 2007 году в посёлке Земляничное Каменногорского ГП проживали 9 человек, в 2010 году — проживал 1 человек.

## География
Посёлок расположен в северной части района на автодороге 41К-414 (Остров — Лазурное).
Расстояние до административного центра поселения — 8 км. 
Расстояние до ближайшей железнодорожной станции Каменногорск I — 14 км. 
Через посёлок протекает река Славянка.

## Демография
| 2007 | 2010 | 2017 | 2021 |
| ---- | ---- | ---- | ---- |
| 9    | ↘6   | ↗12  | ↗24  |

## Улицы
Земляничный проезд, Тенистая.